# 2002 VE130
2002 VE130, também escrito como 2002 VE130, é um objeto transnetuniano que está localizado no Cinturão de Kuiper, uma região do Sistema Solar. Este corpo celeste é classificado como um cubewano. Ele possui uma magnitude absoluta de 6,3 e tem um diâmetro estimado com 242 km.

## Descoberta
2002 VE130 foi descoberto no dia 7 de novembro de 2002, pelo astrônomo Marc W. Buie.

## Órbita
A órbita de 2002 VE130 tem uma excentricidade de 0,066 e possui um semieixo maior de 44,630 UA. O seu periélio leva o mesmo a uma distância de 41,670 UA em relação ao Sol e seu afélio a 47,590 UA.